# Shunsuke Iwanuma
Shunsuke Iwanuma (岩沼 俊介 Iwanuma Shunsuke?, nacido el 2 de junio de 1988 en Maebashi, Gunma) es un futbolista japonés que se desempeña como centrocampista.

## Trayectoria

### Clubes
| Club                | País  | Año         |
| ------------------- | ----- | ----------- |
| Consadole Sapporo   | Japón | 2007 - 2012 |
| Matsumoto Yamaga FC | Japón | 2013 - 2015 |
| Kyoto Sanga FC      | Japón | 2016        |
| AC Nagano Parceiro  | Japón | 2017 -      |

## Estadística de carrera

### J. League
| Club                | Año   | J. League | J. League | Copa J. League | Copa J. League | Total | Total |
| Club                | Año   | Part.     | Goles     | Part.          | Goles          | Part. | Goles |
| ------------------- | ----- | --------- | --------- | -------------- | -------------- | ----- | ----- |
| Consadole Sapporo   | 2007  | 0         | 0         | -              | -              | 0     | 0     |
| Consadole Sapporo   | 2008  | 0         | 0         | 0              | 0              | 0     | 0     |
| Consadole Sapporo   | 2009  | 5         | 1         | -              | -              | 5     | 1     |
| Consadole Sapporo   | 2010  | 19        | 0         | -              | -              | 19    | 0     |
| Consadole Sapporo   | 2011  | 35        | 0         | -              | -              | 35    | 0     |
| Consadole Sapporo   | 2012  | 30        | 0         | 2              | 0              | 32    | 0     |
| Matsumoto Yamaga FC | 2013  | 38        | 1         | -              | -              | 38    | 1     |
| Matsumoto Yamaga FC | 2014  | 39        | 1         | -              | -              | 39    | 1     |
| Matsumoto Yamaga FC | 2015  | 24        | 1         | 1              | 0              | 25    | 1     |
| Kyoto Sanga FC      | 2016  | 9         | 1         | -              | -              | 9     | 1     |
| AC Nagano Parceiro  | 2017  | 11        | 0         | -              | -              | 11    | 0     |
| Total               | Total | 210       | 5         | 3              | 0              | 213   | 5     |